# Бойков връх
Бойков връх, наричан още Черния връх е най-южният висок връх по главното било на Северен Пирин на 2343,3 метра надморска височина. След него на юг билото рязко се снишава до границата със Среден Пирин - Тодорова поляна. На север посредством голямо седло се свързва с връх Хлевен. В някои карти с името Бойков връх неточно е означена кота 2044 в местността Арамитско падало или Падалото, а кота 2343 е отбелязана като връх Саплийца.
Името Бойков връх идва от легендата, че там е загинал по времена на сражение с османците Бойко – хайдутин борещ се срещу ислямизирането на района. Затова и известно време е наричан Бойков гроб. Жителите на село Пирин наричат върха Черния връх, поради това че е обрасъл с гъст клек.